# Фригия
Фри́гия (греч. Φρυγία, лат. Phrygia, тур. Frigya) — внутренняя историческая  область на западе Малой Азии и могущественное царство, являвшееся первой из известных грекам «паназиатских» держав. Существовало с примерно 1200 до 675 года до нашей эры. Столица — сначала город Келены, а примерно с X века до н. э. — Гордион.

## Название
Название «Фригия» произошло от имени бригов или фригийцев — народа, переселившегося сюда с территории южных Балкан около 1200 года до н. э. Со времени присоединения части Фригии к Ликаонии и Галатии, под так называемой Великой Фригией подразумевали область (пределы её несколько изменялись), окружённую Карией, Лидией, Мизией, Вифинией, Галатией, Ликаонией и Писидией; Малой или Геллеспонтской, или Епиктетской Фригией называли прибрежные полосы к югу от Геллеспонта и Препонтиды. Были ещё два названия Фригии: «нагорная Фригия», с главными городами Тириеем и Филомелием, и «Писидийская Фригия», с городом Антиохией Писидийской. В Византийской империи были наименования Фригия Первая и Фригия Вторая. При делении на фемы название «Фригия» исчезло, и она вошла в состав фем Опсикий и Анатолик. Племя фригийцев, по заселении западной половины Малой Азии, образовало особое государство. До нашего времени сохранились сведения о двух фригийских царях, Мидасе и Гордии.

## География
Во Фригии находился исток реки Сангарий (Афьонкарахисар). Топоним Геллеспонтская Фригия указывает, что северо-западной границей региона был Геллеспонт (пролив Дарданеллы), что подтверждается фактом участия фригийцев в Троянской войне. На юге граничила с Писидией в Таврских горах (Антиохия Писидийская). Восточной границей Фригии была река Галис, однако во времена своего расцвета власть фригийцев распространялась до Ассирии. На юго-западе от стран эгейского побережья (Лидия, Иония, Кария) Фригию отделяла река Герм. Страбон полагал, что Галатия образовалась из земель Фригии, на которых поселились галаты. Также к Фригии относились и верховья реки Меандр. Точных сведений о покрытии области лесами неизвестно, но попытки указать степень лесных массивов в древности были. Сейчас можно только предполагать, что основные лесные массивы представляли собой горы, тогда как равнины, безусловно, были безлесой площадью уже в классическую эпоху.

## История

### Приход фригийцев
Истоки индоевропейского народа фригийцев неясны — скорее всего, он пришёл в северо-западную часть Анатолии с Балкан (территории Македонии или Фракии). Согласно античным мифам, фригийцы помогали Трое в войне с греками. Так, по сообщению Геродота фригийцы мигрировали в Малую Азию из Македонии приблизительно во время Троянской войны (в Македонии остался родственный фригийцам народ бриги, позднее ассимилированный). Современные учёные также склонны искать прародину фригийцев в Юго-Восточной Европе. Некоторые из них отождествляют Фригию с такими географическими объектами из хеттских источников, как конфедерация Ассува или Хапалла, осколок царства Арцава. Другие указывают на популяризованную Иосифом Флавием классическую традицию, отождествляющей Фригию с библейской Фогармой, которая, в свою очередь, напоминает по звучанию название древнего анатолийского города Тегарама. С фригийцами также мог быть связан народ бебрики, который в греческой мифологии локализовывали в Вифинии (северная часть будущей Фригии) в эпоху, предшествовавшую Троянской войне.
По распространённому мнению, Фригийское царство было основано ещё во 2-м тысячелетии до н. э. и сыграло значительную роль в падении Хеттского царства. Таким образом, фригийцы могли прибыть в Малую Азию в составе нашествия «народов моря», около 1200 года до н. э. сокрушившего Хеттское царство. Однако ныне многие учёные склонны помещать данную миграцию на два-три века позднее крушения хеттов. Предположительно, фригийцы упоминаются в ассирийских (а также урартских и древнееврейских) источниках как «мушки», приводя к смешению фригийцев и собственно западных мушков.
С конца XII века до н. э. основным противником «мушков» стала Ассирия, приостановившая их движение в районе Верхнего Евфрата. В конце VIII века до н. э. фригийцы пришли в столкновение с переселившимися из Европы вифинами и мисийцами.

### Расцвет Фригии
Предела территориальной экспансии Фригия достигает в VIII веке до н. э., тогда же появляются первые надписи на фригийском. Свидетельством тому, что фригийцы уже вышли за пределы своих первоначальных земель, стала найденная у южной точки изгиба реки Галис надпись иероглификой на лувийском языке Гордия I, титулующего себя «царём Востока и Запада». Фригийские границы соприкоснулись с Ассирией на юго-востоке и Урарту на северо-востоке.
К этому же времени относятся раскопанные здания и курганные погребения фригийской столицы Гордион в долине реки Сангария (Сакарья). Название Гордиона отводится к эпонимическому имени Гордия, слывшего основателем Фригии как великой державы. Согласно античной легенде, когда царство осталось без правителя, фригийцы обратились к оракулу за советом, кого выбрать царём. Оракул предсказал, что избрать нужно того, кого они первым встретят едущим на повозке по дороге к храму Зевса. Этим человеком оказался простой землепашец Гордий. Став царём Фригии, в цитадели основанной им столицы он установил повозку, благодаря которой пришёл к власти, опутав ярмо повозки сложнейшим узлом из кизилового лыка. По преданию, считалось, что человек, который сумеет распутать этот «гордиев узел», станет властителем всей Азии; Александр Македонский, побывавший в Гордионе в 334 году до н. э., его попросту разрубил.
Помимо Гордия, распространённым именем фригийских царей было Мидас, как оно звучало в греческих источниках (в ассирийских — «Мит(т)а, царь мушков»). Мидас античной мифологической традиции считался сыном Гордия и богини Кибелы, превращавшим всё в золото одним своим прикосновением. В этом сюжете мог отобразиться стремительный рост богатства Фригии благодаря господству над богатыми золотыми месторождениями Лидии на речке Пактол, открытыми в послехеттское время.
Уже исторический правитель с именем Мидас/Мита (упоминаемый, с одной стороны, у классических авторов вроде Страбона, а с другой — в ассирийских хрониках; правил с 720 до 695 года до н. э. согласно Евсевию и до 676 года до н. э. согласно Юлию Африкану) был первым из негреческих царей, кто принёс дар в общегреческое святилище в Дельфах; им был золотой трон. Это объясняется его тесными связями с греческими (эолийскими и ионийскими) полисами, находившимися в орбите фригийского влияния; принцесса одного из этих городов-государств стала супругой фригийского царя. О греко-фригийской торговле свидетельствуют находки в Греции фригийских (в Фригии процветало металлургическое, ткацкое, деревообделочное производство), прибывших через Фригию из Урарту или стилизованных фригийцами урартских изделий.
Подъём ассирийского могущества при Саргоне II заставил Мидаса, царя Урарту Русу I и последние независимые города-государства Северной Сирии и Тавра вроде Каркемиша искать антиассирийского союза. В 718—717 годах до н. э. Мидас отправил фригийские отряды к Средиземному морю, однако они потерпели поражение от ассирийцев, к тому же у Фригии появился новый противник — киммерийцы из евразийских степей. Ассирийская надпись 709 года до н. э., упоминающая Миту, заставляет предположить, что к этому моменту между Фригией и Ассирией установилось перемирие.

### Падение Фригии
В 670-х годах до н. э. Фригия подверглась нашествию киммерийцев. Незадолго до этого урартский царь Руса II провёл поход против Фригии, Мелитены и халдов (около 675 года до н. э.), несомненно, ослабивший фригийцев перед лицом степных кочевников. Уже около 670 года до н. э. фригийское государство рухнуло под ударами киммерийцев, а столица Фригии, Гордион, была разрушена. Царь Мидас (неизвестно, тот ли же), побеждённый киммерийцами, покончил с собой, выпив бычьей крови. Хотя около 660 года до н. э. Ассирия даже перечисляла Фригию среди своих «провинций», но реальными хозяевами страны оставались киммерийцы, вместе со вторгшимися из Фракии трерами опустошавшие страну более двух десятилетий (согласно Страбону).
В начале VI века до н. э. лидийским царём Гигесом была завоёвана часть Фригии, а в середине VI века до н. э. и вся Фригия оказалась во владении Крёза, при этом сохранив некоторую автономию. От него она перешла в руки персов, от персов к монархии Александра Великого. После смерти Александра Фригия досталась сначала Антигону Одноглазому, а затем Лисимаху и Селевкидам. В 275 году до н. э. подверглась нашествию галатов, а затем отошла к Пергамскому царству (в 189 году до н. э. — Евмену Пергамскому), некоторое время принадлежала Митридату Понтийскому и, наконец, стала владением римлян (133 год до н. э.). Римляне вначале образовали из Фригии особую провинцию, но затем, ещё во времена республики, включили её в провинцию Азию. С этих пор история Фригии сливается с историей остальной Малой Азии.

### Общая характеристика
Во Фригии, по всей вероятности, находили золото, о чём свидетельствуют местные сказания о Мидасе. Племя фригийцев занималось преимущественно земледелием; древний фригийский закон предписывал казнь за убиение вола или за порчу земледельческого орудия; по преданию, первый царь был простой крестьянин, у которого было только два вола. Наряду с земледелием, благодаря богатым пастбищам, было развито скотоводство: фригийские шерсть и сукно славились и в римское время.
Торговля, начав развиваться при персах, достигла значительной степени процветания во времена Римской империи: в Гиераполе, во внутренней части Фригии, один фабрикант приказал написать на своей гробнице, что он в течение своей жизни 72 раза ездил в Италию. Несмотря на персидское, македонское, эллинское и римское влияния, и в римские времена во Фригии были свои монеты и ещё сохранялся фригийский язык (вплоть до VI века н. э.). Главный город во Фригии указать почти невозможно, так как главную роль играли многочисленные города средней величины.
Наиболее примечательные: Келены, древняя столица фригийского царства и главный город великофригийской сатрапии во времена владычества персов, у истоков Меандра; Колоссы (Хоны), Кидрары, позднее Иераполь, Пелты, Кайструпедион, Дорилей и Котией, во времена Селевкидов Апамея-Кибот, а во времена римлян — стоявшая на караванном пути от малоазиатских берегов к среднему Евфрату Лаодикия, Аполлония, Селевкия, Синнада. Особенно любопытен обычай фригийцев жить в скалах и высекать в них целые города. В древние времена во Фригии славился фригийский культ Астарты, заимствованный от сиро-финикийских племён. Главные боги Фригии — Багайос, богиня-мать Амма (Кибела), Агдистис и Сабазий.
Часть фригийцев во время правления Фоки мигрировала в Каппадокию. Иосиф Флавий называет потомков Аскеназа — астаназийцы, при этом отмечает, что современные ему греки называли их фригийцами.

## Культура
Фригийская одежда представляла собой длинную тунику с шароварами и островерхой шапкой (впрочем, «фригийский колпак», в будущем ставший символом Великой французской революции и свободы, видимо, был не местного происхождения, а появился вместе с киммерийцами или иными завоевателями). Также были им знакомы перчатки и плащи. Самым знаменитым культом во Фригии был культ Кибелы.

## Язык
Фригийский язык засвидетельствован надписями, сделанными особым алфавитом, родственным древнегреческому, начиная с VIII века до н. э. В истории языка выделяют два периода — старофригийский (VIII — V века до н. э.) и новофригийский (I — III века н. э.). В последний раз фригийский язык как живой упоминается в источниках V века н. э., но существуют предположения, что окончательно язык вымер только после арабского вторжения в VII веке н. э. От старофригийского периода сохранилось около 340 надписей, примерно 250 из которых было найдено в окрестностях Гордиона. Новофригийских надписей найдено 113, практически все они представляют собой эпитафии, сопровождающиеся проклятьями в адрес возможных осквернителей и грабителей могил. Самая длинная древнефригийская надпись состоит из 285 букв. Кроме того, фригийские слова засвидетельствованы в виде глосс в древнегреческих источниках, в первую очередь у Гесихия, и в качестве заимствований в грекоязычных надписях во Фригии.
Научное изучение фригийского началось в 1820-е годы. Было установлено, что язык древних фригийцев наиболее близок к древнегреческому языку. С древнегреческим его объединяет больше черт, чем с другими индоевропейскими языками.
Геродот (История 2.2) упоминает древнейший «лингвистический эксперимент», который якобы провёл египетский фараон Псамметих I: чтобы узнать, какой из языков наиболее древний, он приказал лишить двух новорождённых младенцев общения с людьми, пока те не произнесут первое слово; первым словом детей было «бекос». Во фригийском языке слово «бекос» означало «хлеб», поэтому фараон признал фригийский язык наиболее древним.

## Цари Фригии
В составе Хеттской державы около 1800 — 1250 годов до н. э.
- Наннак до 1529/1526 года до н. э., правил до Девкалионова потопа.

| Цари Сипила (Танталиды)                                                                   | Цари Аскании Фригийской                                                 | Мигдоны                                                                           | Мушки (Цари Гордиона) | Цари Мисии (Тевфрании)      | Мушки (цари Келен) |
| - Гимант - Плуто (царица). - Тантал до 1300 года до н. э.? - Пелоп ок. 1300 года до н. э. | - Эионей - Димант ок. 1275 года до н. э. - Отрей ок. 1250 года до н. э. | - Манес (Маздес) - Акмон около 1270 года до н. э. - Мигдон ок. 1190 года до н. э. | - Гордий I Асканид - Мидас I - Гордий II - Мидас II - Гордий III ((?) Гурд, (?) Куртис «царь Востока и Запада») ок. 850—738 год до н. э. - Мидас III ((?) Мит—та «царь мушков») ок. 738—695 года до н. э. - Гордий IV ок. 695—670 года до н. э. Под властью киммерийцев ок. 695—626 года до н. э. - Мидас IV ок. 670 года до н. э. В составе Лидии ок. 626—590 года до н. э. - Мидас V ок. 590—570 года до н. э. - Гордий V ок. 570—546 года до н. э. царство упразднено и в составе Персии ок. 546—334 год до н. э. | - Телевт (Тевфрант) - Телеф | - Литиерс          |